# Nhaêpepô-oaçu

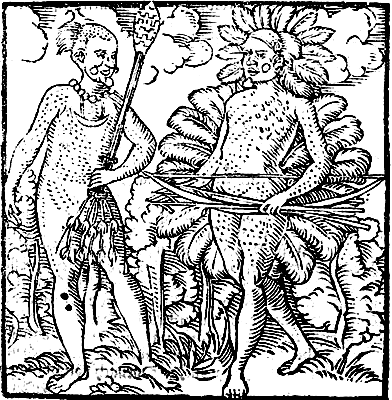
Dois chefes Tupinambás com os corpos adornados por plumas

Nhaêpepô-oaçu foi um líder indígena tupinambá do século XVI, mencionado no relato de Hans Staden como um dos chefes mais influentes da aldeia localizada na região de Ubatuba, no litoral norte do atual estado de São Paulo. Teve papel de destaque durante o cativeiro de Staden e é uma das figuras indígenas documentadas em primeira mão por um europeu na fase inicial da colonização portuguesa do Brasil.